# 瓊斯敦 (密西西比州科荷馬縣)
瓊斯敦（英語：Jonestown）是位於美國密西西比州科荷馬縣的城鎮。

## 人口
根據2020年美國人口普查的數據，瓊斯敦的面積為1.00平方千米，皆為陸地。當地共有人口962人，而人口密度為每平方千米962人。